# ألدايير (لاعب كرة قدم)
ألدايير هو لاعب كرة قدم برازيلي، ولد في 5 مايو 1996.